# Odontocarya uva-alba
Odontocarya uva-alba är en tvåhjärtbladig växtart som beskrevs av Rupert Charles Barneby. Odontocarya uva-alba ingår i släktet Odontocarya och familjen Menispermaceae. Inga underarter finns listade i Catalogue of Life.